# 田中彰治
田中 彰治（たなか しょうじ、1903年6月18日 - 1975年11月28日）は日本の政治家。衆議院議員（自由民主党・7期）。政界の爆弾男として鳴らし、時の政権でさえ無視できないほどの影響力を誇ったが、黒い霧事件で失脚した。

## 人物

### 政界入りまで
新潟県新井市（現妙高市）出身。電報配達員から上京して岩倉鉄道学校で学び、鉄道省に入り機関士となるが辞して樺太で農業を営む。1929年5月に傷害罪による罰金刑を受け、1930年12月には横領、恐喝、有価証券偽造・同行使、詐欺罪で懲役2年の実刑判決を受けて服役した。1943年には別の詐欺罪で懲役2年6ヶ月の刑が確定したものの逃走し、1948年5月に刑の時効を迎えて刑を執行免除されている。戦後は名古屋で養鶏場経営を手がけた後、九州で炭鉱を経営し一財産を築いた。

### 政界の爆弾男に
1949年の第24回衆議院議員総選挙に田中は、新潟4区から民主自由党公認で立候補し初当選。この時の選挙では、二千数百万円を買収資金としてばらまいたとされ、選挙違反で逮捕され翌年有罪判決を受けるが、恩赦を受ける。民自党→自由党では広川弘禅と行動を共にし、広川が分党派自由党に走った際にもこれに従うが直ぐに自由党へ復党している。
1952年に衆議院決算委員長に就任。1954年の造船疑獄で、政界工作の会合に出ていた当事者を記した森脇将光によるメモ（森脇メモ）を引き合いに出し、当時の吉田茂首相や緒方竹虎副総理・佐藤栄作自由党前幹事長の証人喚問を行おうとした。このため堤康次郎衆議院議長が「決算委員会としての調査範囲を超えない様に」と勧告、田中はそれでも喚問を強行しようとしたことから自由党を除名され、直後に結成された日本民主党に鞍替えした。

### マッチポンプ
1955年に自由民主党が結党されると田中もこれに参加し、河野派に所属。1958年に再度衆院決算委員長に就任。決算委員長や決算委員会理事として決算委員会を舞台に職権をフルに使って政財界の癒着を粗探しして表向きには追及する素振りを見せながら、その実その当事者を脅して金品をせしめていたとされる。
航空自衛隊の第1次FX問題や日本国有鉄道志免鉱業所払下げ・九頭竜ダム建設工事落札をめぐる疑惑など、田中が決算委で追及しながら結果として全容の解明に至らなかった疑惑や不正は多い。職権を利用して疑惑を追及する振りをしながら権謀術数で利益を私する田中の行為は、後に「政界のマッチポンプ」という非難を受けることになる。
中央政界での活動の傍ら、田中は自由民主党新潟県支部連合会会長にも就任。新潟県知事選挙をめぐって田中角栄や塚田十一郎とも対立し、自民党から離党勧告を受けたこともある。

### 逮捕・失脚
1965年に起きた吹原産業事件の捜査の過程で国有地の払い下げをめぐる不正・さらには田中らの恐喝などが発覚し、1966年8月5日に田中は親族や配下の者等の関係者と共に逮捕される。田中は8日に自民党を離党し、9月10日には衆議院議長に辞表を提出し、議員を辞職。野党からは衆議院除名を求める主張があったが、9月13日、辞職が許可された。捜査で田中のマッチポンプの一端が明らかにされ、7つの事件で恐喝や詐欺や偽証や脱税などの容疑で起訴される。1967年1月9日に1億円で保釈された。
1974年、田中は東京地裁で（1件の詐欺事件が証拠不十分で無罪となったのを除き）起訴された容疑について懲役4年（求刑：懲役7年）の実刑判決を受け、控訴中の1975年に肝硬変のため、死去した（死亡のため公訴棄却）。田中関係者の裁判では執行猶予付きの懲役刑が確定した。

## エピソード
- 田中角栄は彰治を大の苦手としていた。角栄の後援会組織越山会の事務所が金丸信が保有するビルに入居していた事があるが、ある日角栄はこのビルのエレベーターで彰治と鉢合わせて狼狽した。後にこのビルに彰治の愛人が入居していたことがわかると、越山会はこのビルを引き払った[4]。
- 北海道勇払郡むかわ町汐見（旧鵡川町）に「田中牧場」を所有していたが、1966年に西山正行が買収し「西山牧場」が開場。その後2008年11月11日に西山牧場の敷地と建造物がダーレー・ジャパン・ファームに売却され、現在の名称は「汐見ファーム」となっている。
- 他にも幌泉郡えりも町歌別に「田中牧場」を所有していた（現エクセルマネジメント）。
- 馬主としてはセントライト記念、オールカマーを勝利したリユウムサシや、ヒサトモの孫トツプリユウ（トウカイテイオーの4代母）を所有していた。

## 田中彰治関連の映画・オリジナルビデオ
- 『金環蝕』（1975年、大映） - 神谷直吉のモデル。神谷直吉役は三國連太郎。
- 『やくざ戦争 日本の首領』（1977年、東映） - 田口彰治のモデル。田口彰治役は金子信雄。

## 註
1. ↑  1966年8月5日『朝日新聞』夕刊
2. ↑  「田中代議士に三年求刑」『朝日新聞』昭和25年11月22日3面
3. ↑  一千万円で売った土地 実は三千五百万円 仲介頼み差額詐取される 読売新聞 1966年8月6日 朝刊15頁
4. ↑  “保利茂に師事、田中内閣実現に奔走（政客列伝 金丸信）”. 日本経済新聞 電子版 (2011年8月14日). 2019年2月12日閲覧。